# 灌仏会
灌仏会（かんぶつえ）は、釈迦の誕生を祝う仏教行事である。日本では原則として毎年4月8日に行われ、一般的には花祭・花祭り・花まつり（はなまつり）と呼ばれている。
降誕会（ごうたんえ）、仏生会（ぶっしょうえ）、浴仏会（よくぶつえ）、龍華会（りゅうげえ）、花会式（はなえしき）の別名もある。

## 日付
釈迦が生まれたネパールでは釈迦の誕生日（ブッダジャヤンティ）は5月に行われている。
北伝仏教が伝来した地方では、一般に釈迦の誕生日は中国暦4月8日とされているが、その典拠はない。インドと基本的に同系統の暦を用いる南伝仏教圏では、釈迦の誕生日はインド系太陽太陰暦第2月15日としてウェーサーカ祭で祝う。インド暦2月は中国暦で4月から5月に相当するため、中国暦4月に翻訳されたと考えられている。法顕の仏国記には「建卯」月の8日または1日から15日にかけて、グプタ朝治下のインド各地で祝祭が行われていたとある。中国語で「卯の月」とは春分を含む月であり、タイにおけるソンクラーンなどインド暦の正月祭が起源である可能性もある。
現在は正月など他の伝統行事と同様に、日本とその他の東アジア圏や世界各地の華人社会は日付の慣行が全く異なる。日本ではグレゴリオ暦4月8日や寺院によって月遅れの同5月8日を灌仏会としているのに対し、東アジア圏では中国暦4月8日を灌仏会としている。

## 起源
ネパールおよびインド・西域で行われていた、行道と呼ばれる仏像や仏塔の周りを回りながら恭しく礼拝する供犠や、行像と呼ばれる輿に仏像など信仰対象を載せ、華美な行列を組んで寺の外を練り歩く行事が、中国を経由して日本に入ってきて現在の形になったと考えられる。記録上、国内で最も古い仏生会は奈良県法隆寺の聖霊会（しょうりょうえ）で、行道面と呼ばれる仮面を被った人々に導かれた行列が、仏舎利と聖徳太子像を載せた輿を東院から西院に移し、管弦と舞楽を奉じた後に元に戻す法会だった。

## 風習
灌仏会で執り行う法要が「灌仏会法要」である。

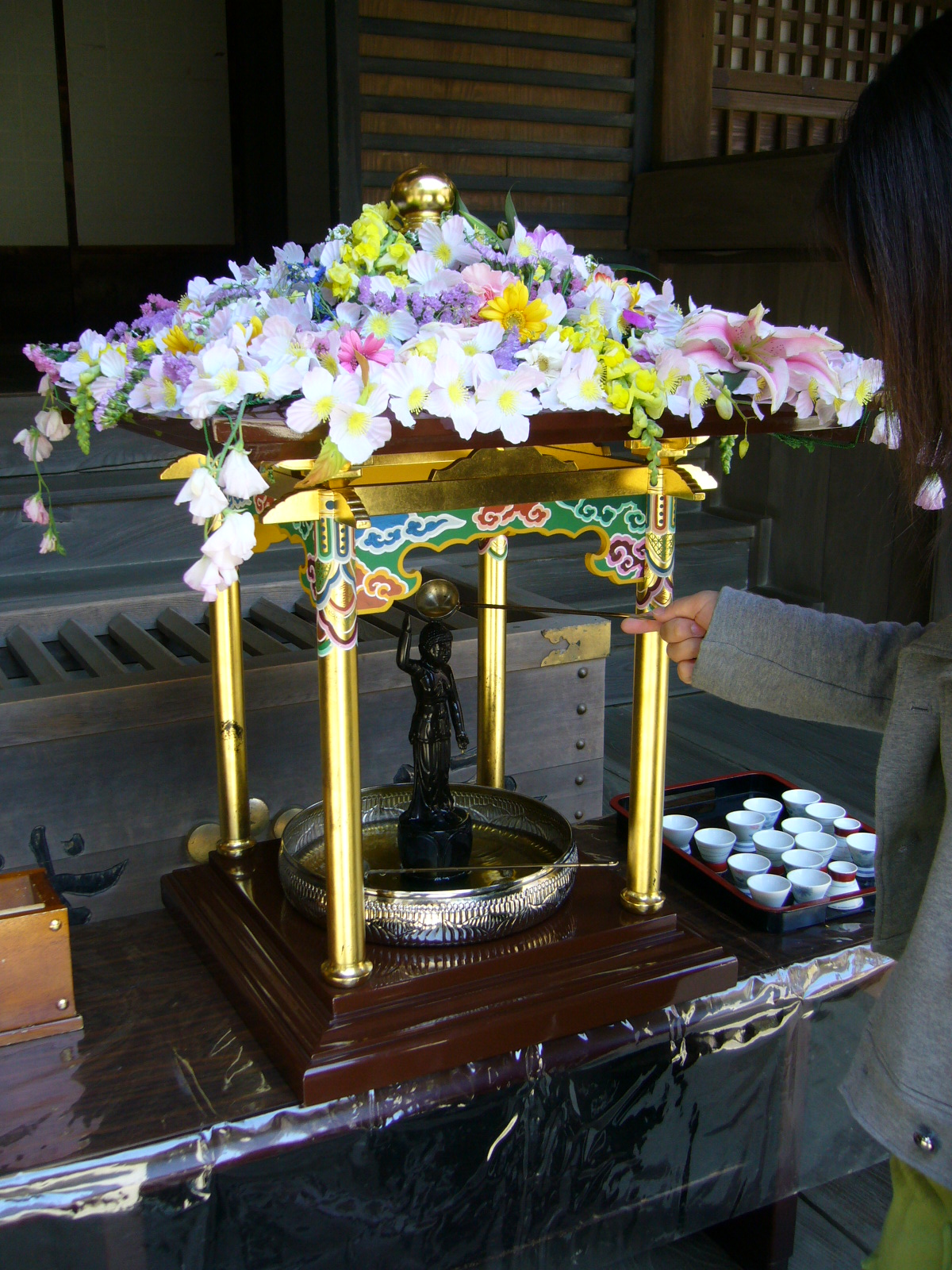
灌仏会（花祭り）の花御堂と誕生仏

中国では、北魏の『洛陽伽藍記』巻1、長秋寺の条に、境内に三重塔があり、そこには白象に乗った釈迦が空中を飛行する像が荘厳されていた。ここでは毎年4月4日の降誕会に、その像を輿して都中を練行する行事が行なわれていたとある。その行事の際には、さまざまな奇術が演じられ、見物人に死人が出るほどの大盛況の様を呈したという。また、同書同巻の昭儀尼寺の条では、毎年4月7日の降誕会で、当寺の本尊と脇侍の2菩薩ともの三尊像が都中を練行して景明寺に赴き、それを景明寺の三尊が出迎える儀式が挙行されていた。その際の芸能音曲の賑わいは、長秋寺の法会に匹敵するものであったという記述も見られる。さらに、巻3、景明寺の条には、4月7日の昭儀尼寺の練行に続いて、4月8日に、練行の仏像が宮殿の前で皇帝の散華を受け、出し物は最高潮に達し、僧衆や信者が参集したとある。

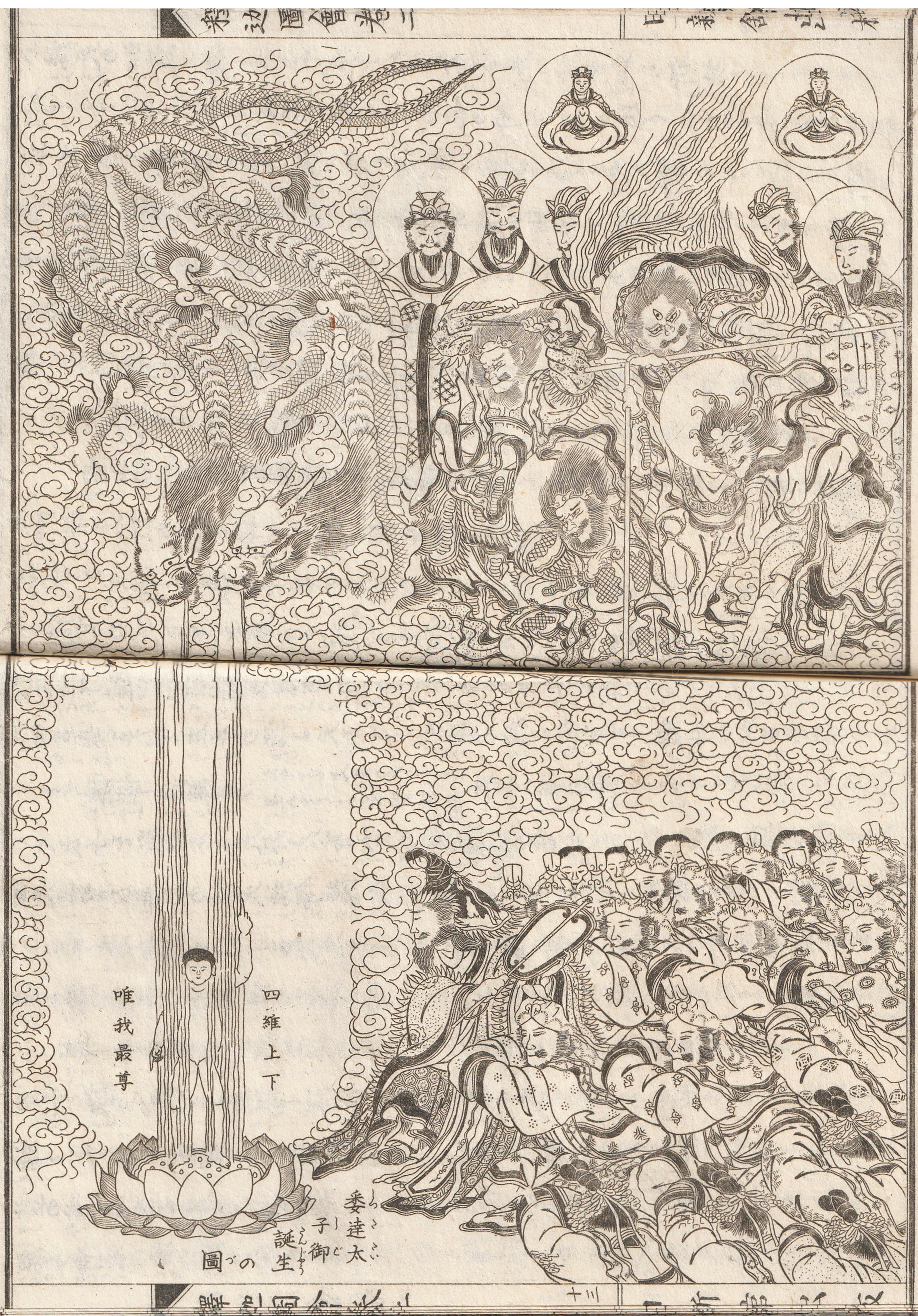
生まれたばかりの釈迦に天上から竜が水を注ぐ。葛飾北斎・画。『釈迦御一代記図会』(1839年)より

日本では、様々な草花で飾った花御堂（はなみどう）の中で、甘茶を満たした灌仏桶の中央へ安置した誕生仏像に柄杓で甘茶を掛けて祝うが、釈迦生誕時に産湯を使わせるために9つの竜が天から清浄の水を注いだとの伝説に由来する。8、9世紀当初は寺院、宮中では種々の香料を用いた香湯を使っていたが、鎌倉時代には五香水・五色水となり、江戸時代に甘茶となった。釈迦を本仏としない日蓮正宗等を除く大多数の寺院で執り行われて参拝者にも甘茶がふるまわれ、甘茶で習字すれば上達するとの願掛けや害虫除けのまじないを作るなどする。扱いを誤り使用不能に陥る状況を「お釈迦」とする表現は、炙り過ぎで鈍った金物を「火が強かった＝しがつよかった」、「四月八日だ＝しがつようかだ」、「釈迦の誕生日＝しゃかのたんじょうび」と江戸言葉で訛らせた江戸鍛冶職人の隠語とも巷間される。
朝鮮では、旧暦4月8日に明かりを灯して仏に福を祈る燃灯会を行う。

## 花まつり
明治時代のグレゴリオ暦導入後、4月8日は関東地方以西で桜が満開する時期である事から浄土真宗の僧侶安藤嶺丸が「花まつり」の呼称を提唱して以来、宗派を問わず灌仏会の代名詞として用いられている。
民間ではこの時期に農事や山野での活動時期を迎え、明治以前から春季到来を祝す飲食や遊興の行事や、東日本では農事を忌む休日、山の神を祀る祭礼、山開きが、西日本では花立て、卯月年忌と称される墓参や施餓鬼が、卯月八日として4月8日に行われている。これら祖先神で農事神でもある山の神を祀る際、花が一種の依代として用いられることから、花で神や祖先を祀る民間習俗に仏教行事の灌仏会が習合して「花まつり」になったとする解釈もある。 
「花まつり」という言葉自体は、1916年に日比谷公園で安藤嶺丸らが釈迦の誕生日法要をそう称したのが起源とされ、そこまで古いものではない。さらに、「まつり」という言葉も仏教行事ではあまり使われず、意外にもその起源はドイツにあるとされる。エンゲルベルト・ケンペルは「日本誌」の中で伏見近くの寺で行われていた祭りをドイツ語で「Blumenfest」と紹介し、日本語では「花祭」と訳されている。また、姉崎正治は1901年のドイツ語著書で「Hana Matsuri(Blumenfest)」として仏陀の誕生会における花まつりについて解説している。ドイツ惠光寺（ドイツ惠光日本文化センター）の書庫にある、財団法人国際仏教文化協会『ヨーロッパに広がるお念仏』という書籍によると、「1901年4月、当時ドイツに留学していた近角常観など18名が、ベルリンのホテル四季館に集まって誕生仏を花で囲み、仏陀生誕を讃える『Blumen Fest』を開催した。会には300人以上のドイツ人が参加して大いに盛り上がり、後にこのニュースが日本に伝えられ、灌仏会を日本でも『花まつり』と呼ぶようになった。」という記述がある。好評だったため翌年もベルリンで開催され、ストラスブルグやサンフランシスコでも同様の企画が立てられたが、結局ベルリン以外では開催されなかった。当時ドイツのストラスブルグにいた渡辺海旭が、1916年の花まつりの実行委員として大きな役割を果たしているところを見ると、これがベルリンの「Blumen Fest」の影響を受けていたことは間違いないとみられる。

## 稚児行列
寺院が経営する幼稚園や保育園の園児には甘茶を頂く日として馴染まれ、稚児行列する以下の寺院や仏教系教育機関もある。濃い甘茶には中毒症状が報告されているため、特に乳幼児が飲む場合は、薄めに入れた甘茶を淹れるように留意する。
4月上旬 - 護国寺東京都文京区在。
4月8日 - 龍光寺群馬県富岡市在。
5月5日 - 永源寺埼玉県坂戸市在、2012年頃までは、稚児が随伴するおいらん道中が行われていた。
5月5日 - 大光院群馬県太田市在。
5月8日 - 光泉寺群馬県草津町在、手古舞も列する。